# Шевлюк, Валерий Николаевич
Вале́рий Никола́евич Шевлю́к (26 сентября 1948, Сталино — 9 июля 2015) — советский футболист, игравший на позиции полузащитника, серебряный призёр чемпионата СССР 1975 года. В советской высшей лиге сыграл 114 матчей и забил 8 голов. Мастер спорта СССР (1975).

## Карьера
Начинал играть в футбол во дворе. Только в 12 лет был приглашён в ДЮСШ донецкого «Шахтёра», вместе со своим старшим братом Владимиром, тренировался у Петра Андреевича Пономаренко.
На взрослом уровне дебютировал в 1968 году — тренер Евгений Фёдорович Шпинев, работавший ранее в системе «Шахтёра», пригласил Шевлюка в состав команды «Азовец» из Жданова, игравшей во второй группе класса «А» (первая лига). В 1970 году Валерий вернулся в «Шахтёр», где за два сезона провёл 15 матчей. В 1972—1973 годах проходил службу в армии, выступая за команду города Чернигова, в её составе за два сезона забил 20 голов во второй лиге. В 1973 году также был заявлен за запорожский «Металлург», но на поле не выходил.
В 1974 году Валерий Шевлюк снова вернулся в донецкий «Шахтёр» и стал игроком основного состава. В 1975 году он вместе с командой выиграл серебряные медали чемпионата СССР, а в сезоне 1976/77 принял участие в розыгрыше Кубка УЕФА, в котором «Шахтёр» участвовал впервые в своей истории. Шевлюк принял участие во всех шести матчах «Шахтёра» в еврокубковом сезоне и забил три гола — два в ворота венгерской команды и один — в победном матче против «Ювентуса», будущего обладателя Кубка УЕФА.
В 1978 году Шевлюк перешёл в другую команду высшей лиги — «Зарю» из Ворошиловграда, и продолжал играть за неё после вылета в первую лигу. В 1981 году он закончил игровую карьеру.
После окончания карьеры работал преподавателем физкультуры в Донецком политехническом институте и параллельно играл за ветеранов «Шахтёра». С 2004 года тренировал ветеранскую команду.
Умер 9 июля 2015 года на 67-м году жизни.

## Личная жизнь
Старший брат Владимир (род. 1947) также был футболистом, провёл 8 матчей за «Шахтёр» и много лет играл за команды второй лиги. Валерий и Владимир Шевлюки стали первыми братьями, которые одновременно выходили на поле в составе «Шахтёра».